# Mie Hama
Mie Hama (Tóquio, 20 de novembro de 1943) é uma atriz japonesa, que nos anos 60 obteve fama mundial como bond girl do filme Com 007 Só Se Vive Duas Vezes, quinto filme da série de James Bond estrelado por Sean Connery.

## Carreira
Mie trabalhava como coletora de bilhetes de passagem num transporte público de Tóquio, quando foi descoberta por um produtor cinematográfico e em pouco tempo se tornou uma das atrizes mais requisitadas do cinema nacional japonês, mais especialmente nos filmes de terror-monstros-ficção científica pelos quais a produtora Toho ficou conhecida fora do Japão. Quando veio a se tornar uma estrela internacional como Kissy Suzuki, em 1967 com o filme de James Bond, já havia participado de mais de 60 filmes no país.
Hama havia sido escalada em princípio para o papel de Aki, a agente do serviço secreto japonês que velava por 007 no filme, mas após uma estadia de três meses em Londres com a colega Akiko Wakabayashi, escalada para o papel de Suzuki, sua dificuldade com o aprendizado do inglês fez com os papéis fossem trocados e Mie ficasse com a personagem menor, que afinal acabou sendo o principal entre as bond girls e a que se 'casa' com o espião inglês.
Como publicidade para o filme, o primeiro da série a ser levado ao cinema com um ano de hiato para o anterior, Mie e Akiko posaram nuas para a revista Playboy em junho de 1967, com outras figurantes japonesas do filme, num famoso ensaio chamado '007's Oriental Eyefuls', que causou grande polêmica no conservador Japão.
Nos anos 70 a carreira de Hama entrou em declínio, e desde então ela tem se tornado uma figura bastante presente na mídia de seu país como famosa ativista pelo conservação do meio-ambiente.